# کله گراز
کله گراز، روستایی از توابع بخش مرکزی شهرستان آبدانان در استان ایلام ایران است.

## جمعیت
این روستا در دهستان ماسبی قرار دارد و براساس سرشماری مرکز آمار ایران در سال ۱۳۸۵، جمعیت آن ۷۰ نفر (۱۳خانوار) بوده‌است.